# 랜드 뱅크 오브 더 필리핀
랜드 뱅크 오브 더 필리핀(영어: Land Bank of the Philippines) 또는 랜드뱅크(Landbank)는 필리핀의 은행이다.